# Sundgau

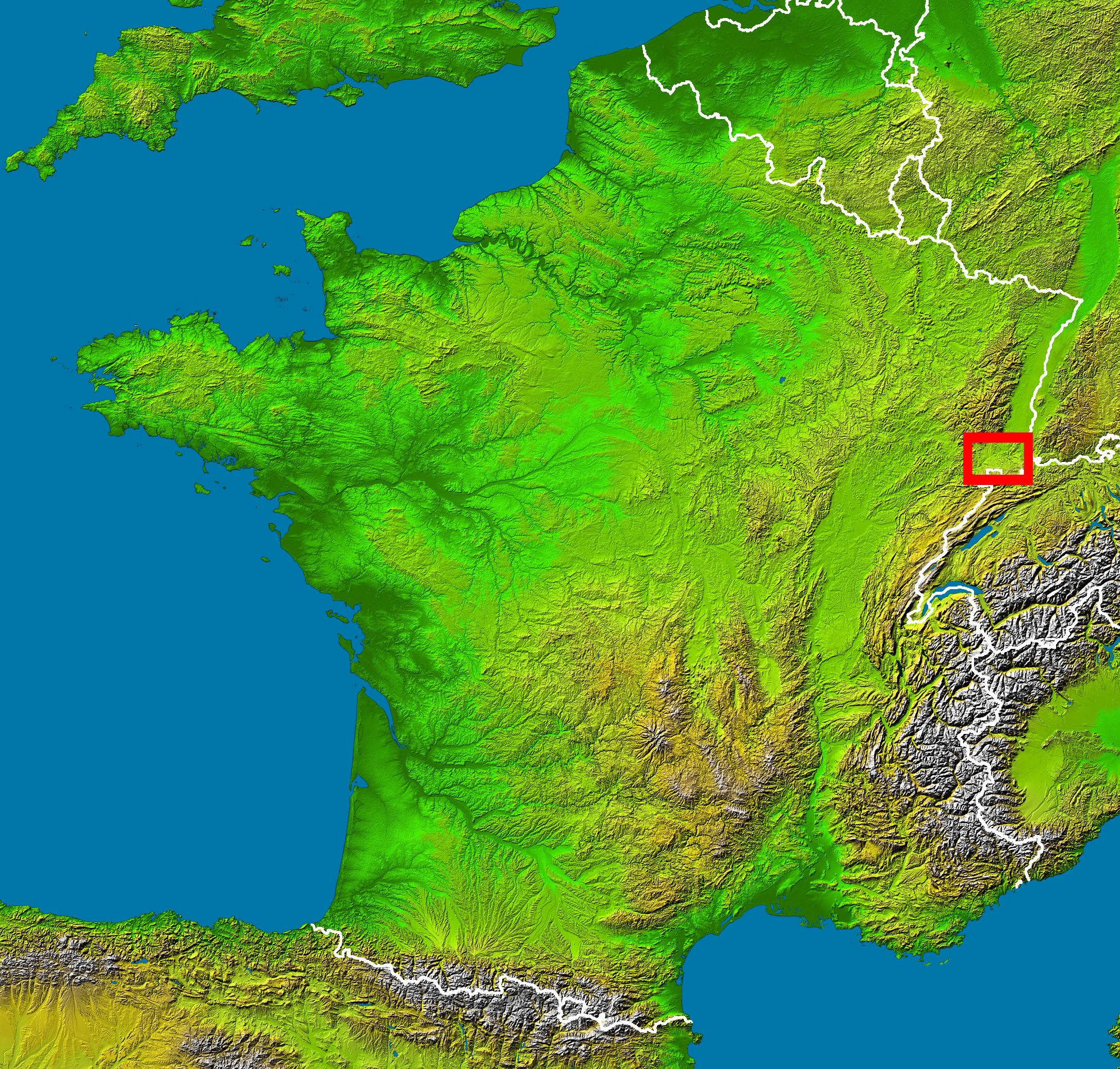
Localización del Sundgau.

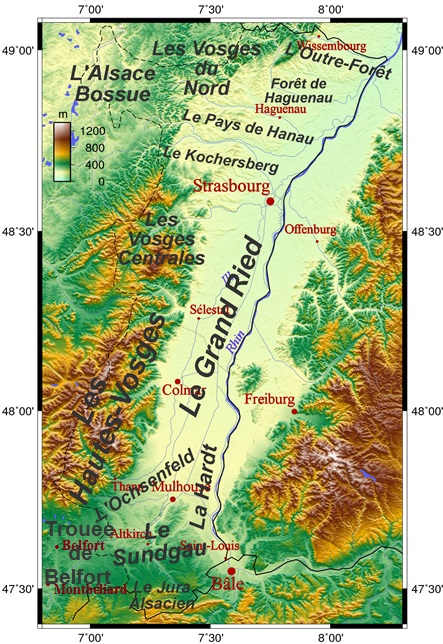
Mapa de las regiones naturales de Alsacia

Sundgau (expresión alemana derivada de gau y sund, "condado del sur"), en francés Pays de Sundgau, es una región natural o país tradicional de Francia en el entorno del distrito administrativo de Altkirch que se extiende a las comunas vecinas de Dannemarie, Hirsingue y Ferrette, en el sur de la región de Alsacia y sureste del Territorio de Belfort, próximo a la aglomeración urbana de Mulhouse.
El Sundgau se encuentra en un entorno natural ondulado de suaves colinas entre 300 y 500 m de altitud, resultado de la formación sobre terrenos resistentes del valle alto del Rin y los cursos de los ríos Ill, Largue y otros menores que descienden de la Cordillera de los Vosgos y del Jura, distinguéndose los paisajes del Sundgau meridional, el septentrional y el colindante al pie de los Vosgos.
Las tierras son fértiles y favorables a una agricultura polivalente en parcelas, donde destacan las producciones de maíz, trigo o colza, mientras que la abundancia de pequeños estanques artificiales ha desarrollado desde la época medieval la cría especializada de carpas, en la que destacaron algunas de las instituciones monacales de la región.

## Historia
Según los estudios arqueológicos, el Sundgau se encontraba habitado desde 500.000 años a. C. y durante la Edad de Bronce fue escenario de paso de migraciones, mientras que en la Edad de Hierro se consolidaron los asentamientos en poblados fortificados, como el de Britzgyberg en Illfurth.
Desde el siglo I a. C. el pueblo de los sécuanos, originarios del área de Besançon, disputaron la posesión del Sundgau a los eduenos, hasta que en el 70 a. C. recurrieron —para conseguir imponerse sobre estos— a la ayuda de mercenarios germánicos liderados por Ariovisto. Una vez terminada la lucha, en lugar de retirarse, los germanos se instalaron en las tierras de sus aliados y estos, para expulsarlos, llamaron a los romanos, provocando la intervención de un ejército mandado por Julio César, que derrotó a Ariovisto en el 58 a. C. en las proximidades de Cernay, dando paso al periodo de dominación romana de la región.
Tras la invasión del Imperio Romano de Occidente por los pueblos germánicos a principios del siglo V, la región, en la que comenzaron a surgir las primeras comunidades de cristianos, fue ocupada por los alamanes hasta su expulsión por los francos, vencedores en la batalla de Tolbiac en 496, que integraron el territorio en el reino de Austrasia y, más adelante, en el ducado de Alsacia, dentro del Sacro Imperio Romano Germánico con la denominación Ducado de Suabia. 
Es por entonces que las crónicas distinguen el Sundgau (condado del sur) en el territorio que durante el Antiguo Régimen se denominaría de Haute Alsace, y el Nordgau (condado del norte) que daría lugar a la provincia de Basse-Alsace. Tal división tradicional sería conservada como base para la creación de los departamentos de Alto Rin y de Bajo Rin por la reforma administrativa francesa de 1790.
Durante el siglo IX y siglo X, el Sundgau estuvo bajo administración de la familia de los Lieutfried. En 1125, Federico, el hijo de Tiebaldo I, conde de Montbeliard, heredó el sur de Alsacia creando el condado de Ferrette, señorío feudal titular del Sundgau hasta 1324. Tras la muerte sin descendencia masculina del conde Ulrich III (1310-1324), que conquistó el valle de Saint-Amarin, su hija Jeanne de Ferrette contrajo matrimonio con Alberto II de Habsburgo, y a partir de entonces el Sundgau formó parte de la Austria Anterior, en posesión de la casa de Habsburgo. Durante la Guerra de los Treinta Años, el Sundgau fue ocupada por Francia en 1639 (junto con otros territorios de Alsacia) para cortar el corredor de posesiones imperiales que conectaban los territorios de Italia y los Países Bajos en poder de los Habsburgo españoles. El emperador del Sacro Imperio, Fernando III de Habsburgo, vendió el Sundgau a Francia en 1646 por 1,2 millones de táleros. El Tratado de Westfalia, al final de la guerra, sancionó el cambio de manos, uniendo los destinos del Sundgau al devenir histórico de Alsacia.

## Patrimonio
- Château de Ferrette, erigido a 612 m de altitud, feudo de los condes de Ferrette
- Château de Morimont (Oberlarg)
- Château de Landskron (Leymen)
- Molino de Hundsbach
- Abadía cisterciense de Lucelle
- Iglesia románica de Feldbach
- Iglesia románica de Altkirch
- Museo sundgauviano de Altkirch
- Pueblo ornamentado de Hirtzbach
- La maison de la nature de Altenach

## Personalidades
- Jean-Jacques Henner, pintor (1829-1905)
- Charles Zumstein, poeta (1867-1963)
- Nathan Katz, poeta
- Eugène Ricklin, político (1862-1935)